# Iván de Vargas
Don Juan de Vargas (también conocido como Iván de Vargas) fue un caballero medieval de la familia de los Vargas, uno de los linajes más antiguos de Madrid. Conquistó Madrid en 1083, reinando don Alfonso VI de León y Castilla. Sus descendientes participaron en todos los acontecimientos importantes de la Reconquista y, luego, de la conquista del Nuevo Mundo. Juan de Vargas fue amo del santo Isidro Labrador su vivienda estuvo situada en la parroquia de San Justo y hoy en su lugar se encuentra la Biblioteca Publica Municipal Iván de Vargas.